# Château fort de Saint-Rémy-en-Comté
Pour les articles homonymes, voir Saint-Rémy.
Le château fort de Saint-Rémy-en-Comté est un ancien château fort féodal du XIVe siècle, de Saint-Rémy-en-Comté, en Haute-Saône en Bourgogne-Franche-Comté. Il est entièrement démonté au XVIIIe siècle pour la construction du château de Saint-Remy voisin.

## Historique
Saint-Rémy-en-Comté et son église de Saint-Remy sont dédiés à l'évêque saint Remi de Reims (qui convertit au catholicisme et sacre le premier roi de France mérovingien Clovis Ier, et 3 000 guerriers francs de son armée des Invasions "barbares", à la basilique Saint-Remi de Reims vers 500). 

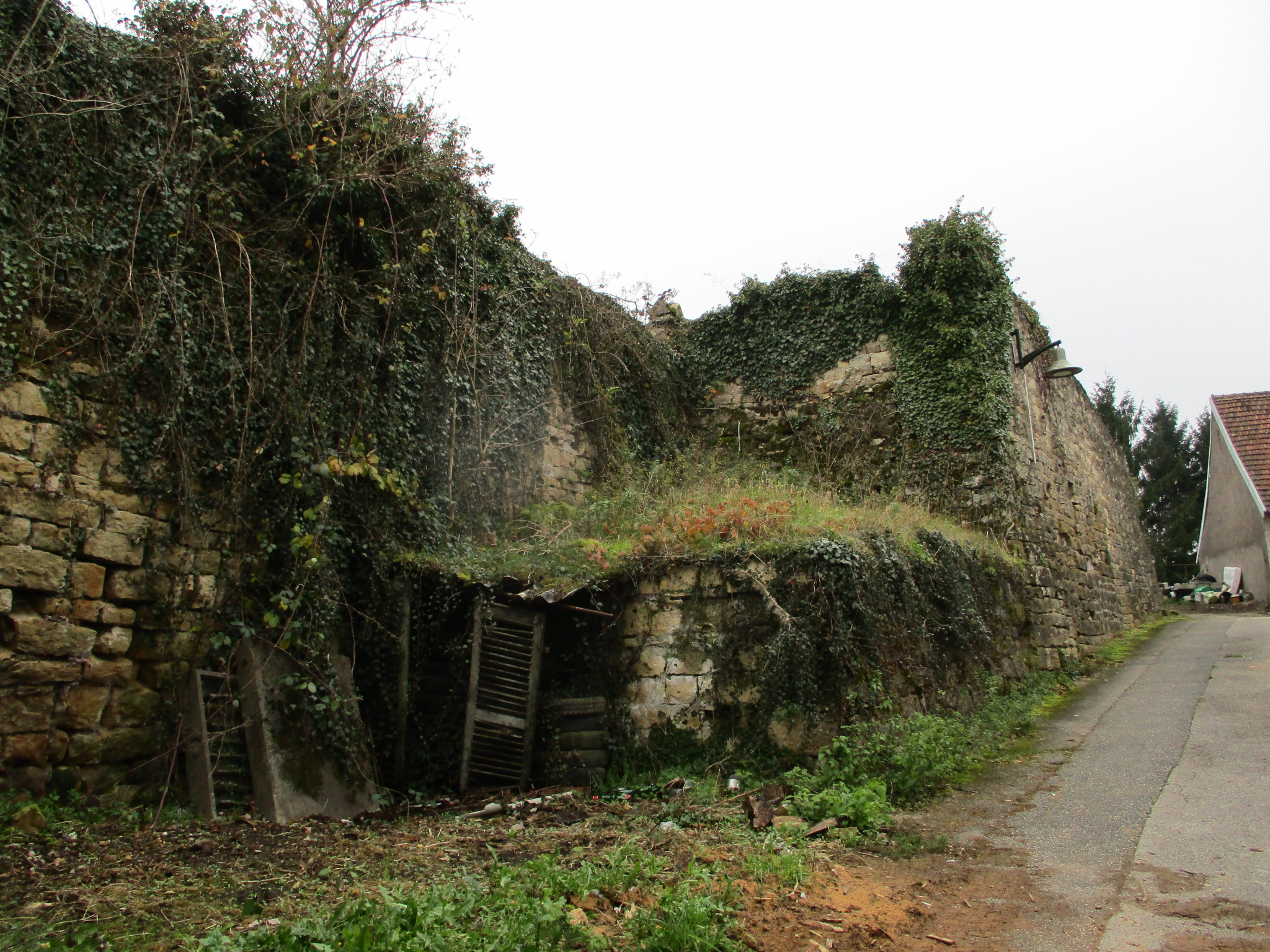
Vestiges / ruines du château fort du XIVe siècle
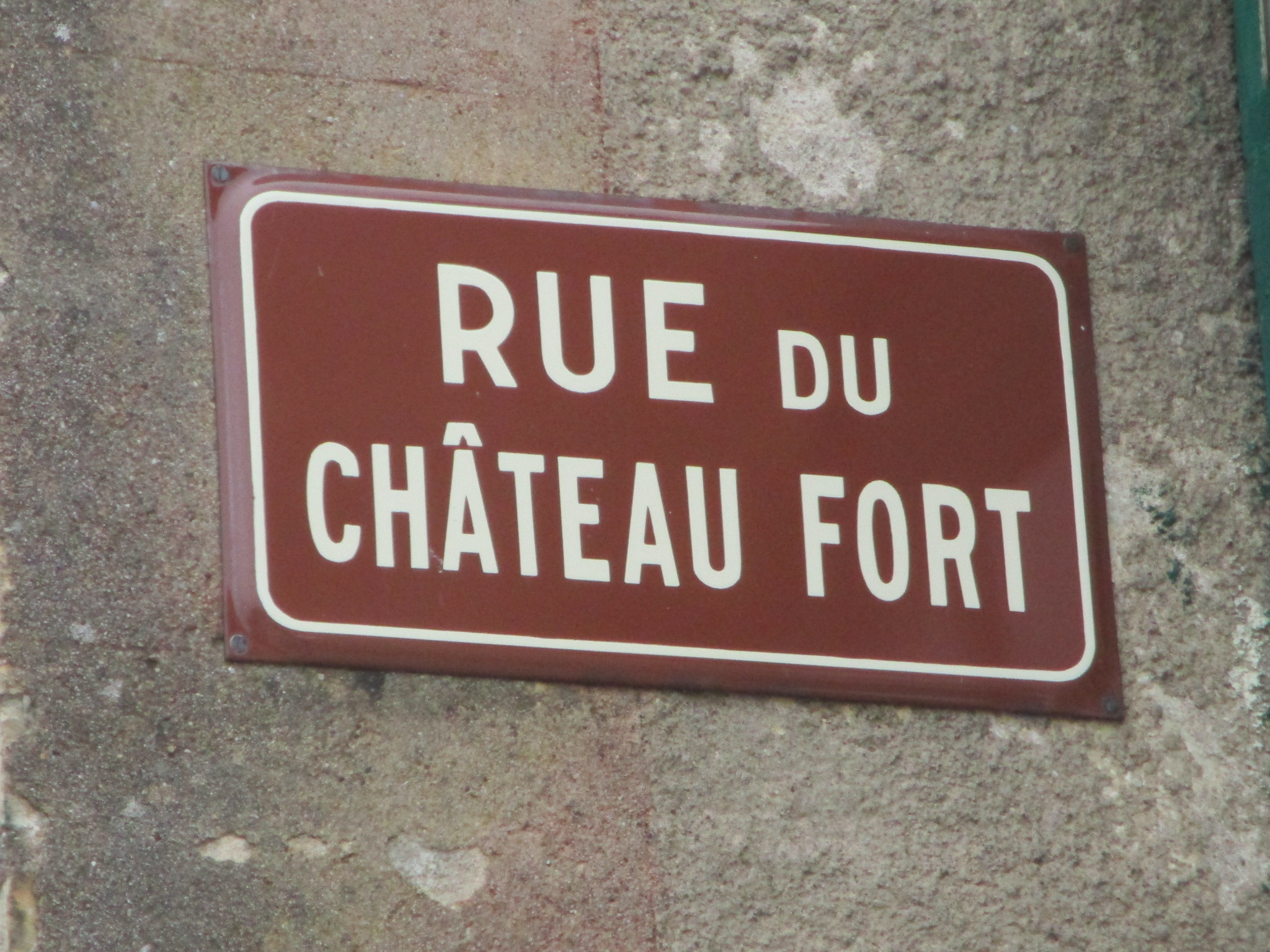
Rue du château fort

Au XIIe siècle, le seigneur féodal Philippe d’Achey (et ses descendants de la famille des seigneurs d'Achey et de Saint-Remy), sont les plus anciens seigneurs de Saint-Remy connus, vassaux des comtes palatins de Bourgogne du Comté de Bourgogne, et des empereurs germaniques du Saint-Empire romain germanique, depuis la Succession de Bourgogne (1032-1034) (histoire du Comté de Bourgogne, histoire de la Franche-Comté).

Blason du comte Henri de Saint-Rémi (1557-1621)
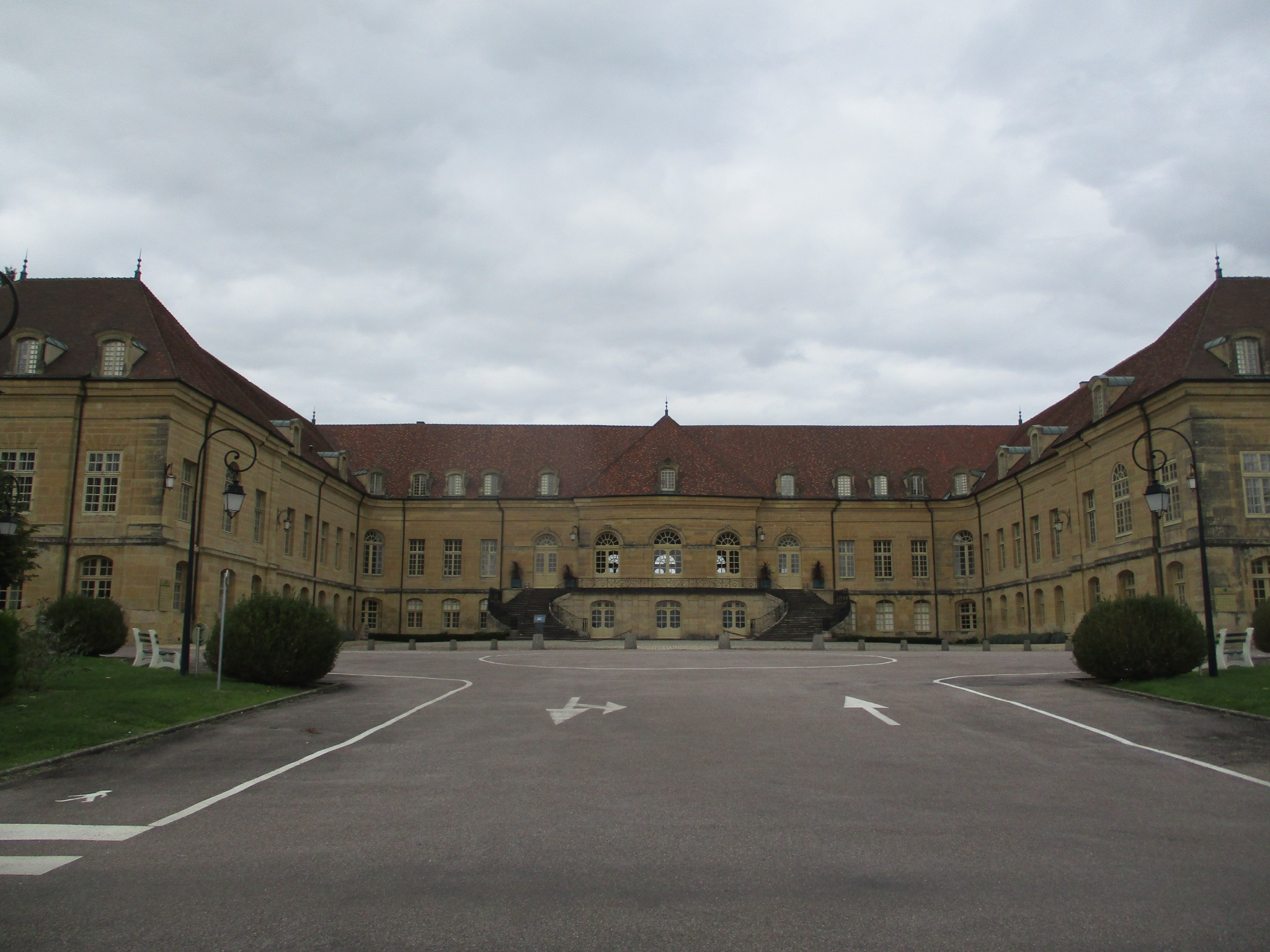
Château de Saint-Remy voisin du XVIIIe siècle

Ils se font construire ce château fort féodal au XIVe siècle, sur les hauteurs du bourg, entre l'Abbaye de Clairefontaine du XIIe siècle à 4 km au nord, et l'Abbaye Notre-Dame de Faverney du VIIIe siècle à 8 km au sud. Saint-Rémy et le Comté de Bourgogne sont durement touchés par les ravages des Guerres de Cent Ans (1337-1453) et guerres de conquête d'une grande partie du Moyen Âge, entre puissantes armées, mercenaires, et Grandes compagnies, des duché de Bourgogne, duché de Lorraine, Royaume de France, Royaume d'Angleterre, et Saint-Empire romain germanique... En 1437, le village est incendié par des Écorcheurs de la Guerre de Cent Ans. Pour le ressusciter, il est affranchi en 1438 par le seigneur Jean de Saint-Remy, et le duc Philippe III de Bourgogne y instaure un marché hebdomadaire et des foires annuelles pour relancer son économie. 
Le château appartient à plusieurs familles de seigneurs successives, de Pontailler, de Rupt, aux De Ville de Saint-Remy sous lesquels la seigneurie est élevée en 1533 au rang de baronnie de la Maison de Habsbourg du Saint-Empire romain germanique par l'empereur Charles Quint (territoires héréditaires des Habsbourg). À la suite de la disparition du baron Jean De Ville de Saint-Rémy en 1552, sa jeune veuve de dix-sept ans, Nicole de Savigny de Saint-Remy, part vivre à la Cour de France du Château de Fontainebleau, où elle devient une des maîtresses du roi Henri II de Valois (fils du roi François Ier, et époux de la reine Catherine de Medicis), dont elle a un fils, le comte Henri de Valois de Saint-Rémy (une de leurs descendantes, Jeanne de Valois-Saint-Rémy, devient célèbre à titre d'instigatrice de l'affaire du collier de la reine, qui fit beaucoup de tort à la reine Marie-Antoinette d'Autriche, et qui participe à inciter la Révolution française). À la suite de la disparition sans héritier d'André De Ville (demi frère d'Henri de Saint-Rémi), Saint-Rémy revient à la famille De Luz.
Au XVIIe siècle, la baronnie de Saint-Rémy et son château entrent par mariage dans la famille du comte Nicolas-Joseph de Vaudrey (1659-1733, connu pour son importante bibliothèque de plus de trois mille ouvrages). Sous le règne du roi Louis XV, la comtesse Jeanne-Octavie de Vaudrey (fille héritière unique du précédent) épouse le marquis Anne-Armand von Rosen (descendant du maréchal de France Conrad de Rosen), avec qui elle fait construire vers 1760 le château de Saint-Remy voisin, de style classique, avec domaine, parc, et jardin à la française, entouré d'une importante caserne militaire pour l'armée de son époux, construit en partie avec les matériaux du château fort médiéval féodal qu'elle fait alors entièrement démonter.
La marquise Marie-Sophie de Rosen (petite-fille héritière des précédents) épouse le général et homme politique français Victor de Broglie (arrêté au château et guillotiné à Paris pendant la Terreur de la Révolution française en 1794 pour avoir refusé la République). Elle épouse en 1795 en secondes noces le marquis Marc-René de Voyer de Paulmy d'Argenson, avec qui elle part vivre définitivement au Château des Ormes près de Poitiers, laissant château et domaine local à l'abandon, avant de le vendre en 1822 à l'abbé d'une communauté de Frères maristes qui y établissent des écoles (la comtesse Jeanne-Octavie de Vaudrey et des membres de la famille von Rosen reposent dans la crypte de l'église de Saint-Remy voisine).